# Període de la ceràmica Mumun

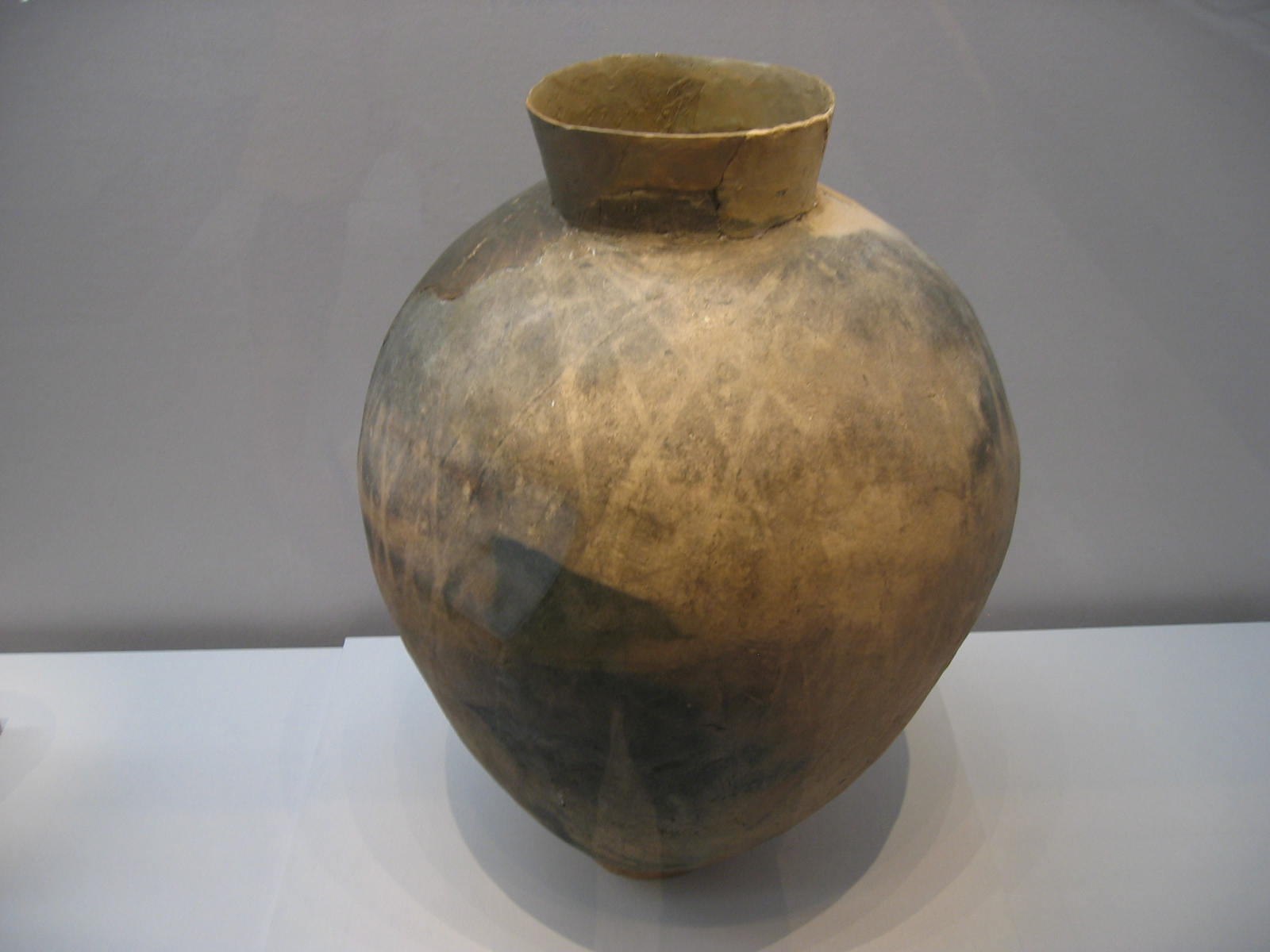
Objecte del període Mumun mig (ceràmica per emmagatzemar;. Objecte provinent de Daepyeong.

El període de la ceràmica Mumun (en coreà: 한국의 청동기 시대 (hangul); 無文土器時代 (hanja); Mumun togi sidae (romanitzat)) és un període arqueològic en el context de la prehistòria a la Península de Corea que data aproximadament entre el 1500 i el 300 aC. El període s'anomena així pel nom coreà que se li dona a les vaixelles sense decoració utilitzades per cuinar, que conformen una gran part de la ceràmica realitzada al llarg del període, però sobretot entre el 850 i el 550 aC.
El període Mumun és conegut pels orígens de l'agricultura intensiva i les societats complexes a la Península de Corea i l'arxipèlag Japonès. Aquest període o les seves parts de vegades han estat classificats com a Edat del Bronze Coreana; tot i aquest nom, la producció de bronze a Corea no va començar fins a finals del segle viii aC com a molt d'hora. El gran augment de les excavacions arqueològiques del període Mumun des de la dècada de 1990 ha augmentat considerablement el coneixement d'aquest important període de la prehistòria de l'est d'Àsia.
El període Mumun és precedit pel període de la ceràmica Jeulmun (8000-1500 aC). Els orígens del període de la ceràmica Mumun no són encara ben coneguts, tot i que els enterraments megalítics, la ceràmica i el gran nombre d'assentaments trobats a la conca del riu Liao i a l'actual Corea del Nord, fan pensar en un origen al sud de la península.